# Gustaw Herling-Grudziński

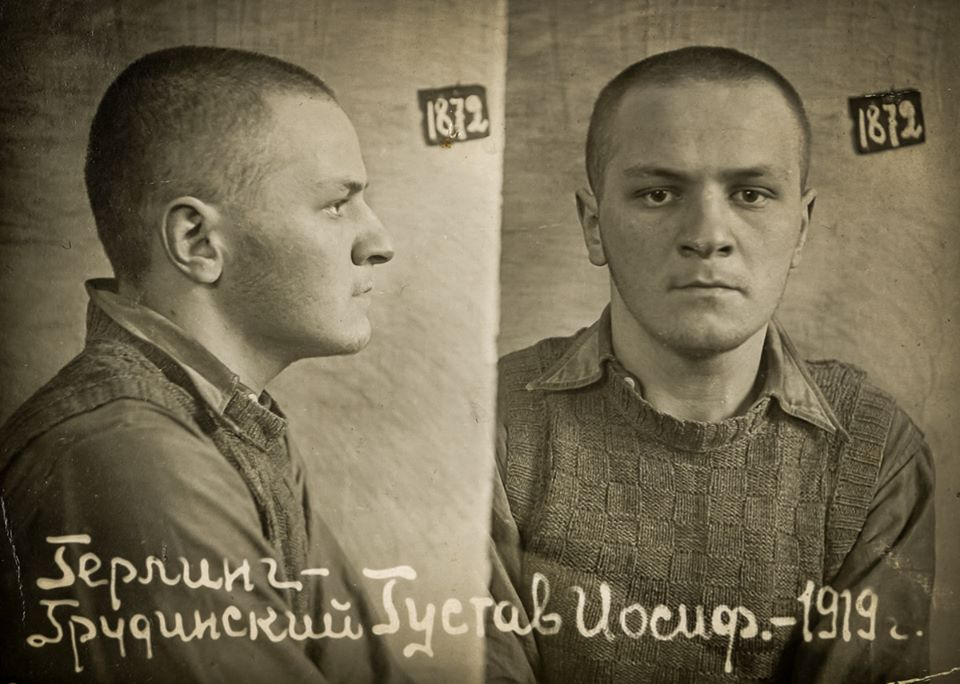
Gustaw Herling-Grudziński, na zijn arrestatie door de NKVD

Gustaw Herling Grudziński (Kielce, 20 mei 1919 - Napels, 4 juli 2000) was een Poolse schrijver, essayist en intellectueel. Hij is beroemd geworden vanwege zijn boek Een Wereld Apart (Pools: Inny świat, Engels: A World Apart, 1951) over zijn ervaringen als gevangene van de goelag in de Sovjet-Unie van 1940 tot 1942.

## Biografie
Gustaw Herling werd geboren in Kielce. Hij had twee zussen en één broer. In 1937 ging hij Pools studeren aan de Universiteit van Warschau maar het begin van de Tweede Wereldoorlog maakte daar twee jaar later een eind aan. Hij richtte in het najaar van 1939 mee een verzetsgroep op. Als koerier van de groep arresteerde de NKVD hem in maart 1940 op weg naar het door de Sovjets bezette Lwów.
Hij werd onder andere op beschuldiging van het heulen met de vijand (Groot-Brittannië toen) en als vermeend Duits spion (vanwege zijn Duits klinkende naam) veroordeeld tot 10 jaar dwangarbeid in de goelag. Na enkele maanden in de gevangenis van Vitebsk vertrok hij in de herfst van 1940 naar het Kargopol-goelagkamp in de regio Archangelsk. Toen hij de dood nabij was, uitgehongerd en met scheurbuik en pellagra, werd hij begin 1942 in het kader van het Pools-Sovjet vredesverdrag (Sikorski-Mayski overeenkomst) vrijgelaten. Na een omzwerving door de Sovjet-Unie kwam hij aan in Kazachstan, waar hij zich aansloot bij het Poolse 2e Korps van generaal Władysław Anders, dat in 1944 mee Italië bevrijdde. Herling-Grudziński ontving de hoogste Poolse militaire dapperheidsonderscheiding (Virtuti Militari) voor zijn acties tijdens de Slag om Monte Cassino.
In 1947 richtte hij in Rome het politieke en culturele tijdschrift Kultura op voor de Poolse emigrantengemeenschap in het Westen. Later vertrok hij naar Parijs waar als hoofdredacteur van Kultura enkele woonde. Na enige tijd in Londen vestigde hij zich in 1952 definitief in Napels, waar hij trouwde met de dochter van Benedetto Croce.
Zijn beroemdste boek, Een Wereld Apart, werd door Andrzej Ciołkosz in het Engels vertaald en verscheen met een voorwoord door Bertrand Russell in 1951. Een Nederlandse vertaling werd in 2005 uitgebracht. Gebaseerd op zijn persoonlijke ervaringen beschreef Herling op een originele en scherpe, maar ook afstandelijke wijze, de verschrikkingen van de goelag onder het communisme. Ruim 10 jaar eerder geschreven dan Aleksandr Solzjenitsyns Een dag in het leven van Ivan Denisovich, bracht Een Wereld Apart hem internationale faam. Albert Camus schreef dat het boek 'in alle talen vertaald en in alle landen gelezen diende te worden'.
Herling-Grudziński ontving verscheidene literaire prijzen, waaronder de Italiaanse Premio Viareggio, de internationale Prix Gutenberg en de Franse Pen-Club prijs.

## Boeken
- Een Wereld Apart: Vroege verhalen uit Sovjetkampen, De Bezige Bij, 2005, 320 blz, ISBN 9023417054.
- A World Apart: Imprisonment in a Soviet Labor Camp During World War II, Penguin Books, reprint edition, 1996, pp. 284, ISBN 0140251847.
- Volcano and Miracle: A Selection from the Journal Written at Night, Penguin Books, reprint edition, 1997, pp. 288, ISBN 0140236155.
- The Island; Three Tales, Penguin Books, reprint edition, 1994, pp. 160, ISBN 0140232796.
- The Noonday Cemetery and Other Stories, New Directions Publishing, 2003, pp. 256, ISBN 0811215296.

- Bibsys: 90827441
- Biblioteca Nacional de España: XX1492692
- Bibliothèque nationale de France: cb119073471 (data)
- Catàleg d'autoritats de noms i títols de Catalunya: 981058512299306706
- CiNii: DA06286981
- Digitale Bibliotheek voor de Nederlandse Letteren: herl010
- Gemeinsame Normdatei: 119309548
- International Standard Name Identifier: 0000 0000 8096 0538
- Library of Congress Control Number: n81056817
- Nationale Bibliotheek van Letland: 000271682
- Bibliotheek van het Japanse parlement: 00522560
- Nationale Bibliotheek van Tsjechië: jn19990003424
- Nationale bibliotheek van Australië: 43077630
- Nationale Bibliotheek van Israël: 987007491621505171
- Nationale en Universitaire bibliotheek Zagreb: 000091073
- Nederlandse Thesaurus van Auteursnamen: 06994265X
- Réseau des bibliothèques de Suisse occidentale: 02-A000079773
- Istituto Centrale per il Catalogo Unico: RAVV045761
- LIBRIS: 60527
- SNAC: w67w6x7j
- Système universitaire de documentation: 031303196
- Trove: 1458746
- Virtual International Authority File: 17223996
- WorldCat: E39PBJvMD4pPytcc9Xbq7xc773